# 刺齿假瘤蕨
刺齿假瘤蕨（学名：Phymatopteris glaucopsis）为水龙骨科假瘤蕨属下的一个种。

## 扩展阅读
維基物種上的相關：刺齿假瘤蕨